# Distretto di Ubolratana
Il distretto di Ubolratana (in thailandese: อุบลรัตน์) è un distretto (amphoe) della Thailandia, situato nella provincia di Khon Kaen.